# 권태선
권태선(權台仙, 1955년 4월 27일~)은 대한민국의 언론인, 사회기관단체인이다. 현재 방송문화진흥회 이사장으로 재직하고 있다.

## 학력
- 경기여자고등학교
- 서울대학교 영어영문학 학사
- 2008년: 한양대학교 언론정보대학원 언론학 석사

## 주요 경력
- 1978년: 코리아타임스 기자
- 1992년: 한겨레신문 민족국제부 편집위원보
- 1996년~1998년: 한겨레신문 편집국 국제부 파리특파원
- 1998년~2000년: 한겨레신문 편집국 국제부장
- 1999년: 한국신문방송편집인협회 국제위원회 위원
- 2000년~2001년: 한겨레신문 편집국 교육공동체부장
- 2001년~2003년: 한겨레신문 편집국 민권사회1부장
- 2003년~2005년: 한겨레신문 편집국 부국장
- 2005년~2006년: 한겨레신문 편집위원장[1][2]
- 2006년~2007년: 한겨레신문 논설위원 겸 순회특파원
- 2007년~2008년: 한겨레신문 전무[3]
- 2008년~2011년: 한겨레신문 논설위원[4]
- 2007년 3월~2008년 3월/2011년 3월~2014년 3월: 한겨레신문 편집인
- 2015년: 허핑턴포스트코리아 대표
- 2015년 3월~2021년 2월: 환경운동연합 공동대표
- 2015년 4월~현재: 허핑턴포스트코리아 고문
- 2015년 9월~2018년 8월: KBS 이사회 이사
- 2021년 2월~2021년 8월: 리영희재단 이사장
- 2021년 8월~ : 방송문화진흥회 이사장

## 수상 경력
- 2005년: 한국참언론인대상[5]

## 저서
- 권태선 (2020년). 《진실에 복무하다 - 리영희 평전》. 창비. ISBN 9788936478315.
- 권태선 (2016년). 《가난한 이들의 벗 프란치스코 교황》. 창비. ISBN 9788936446925.
- 권태선 (2015년). 《차별 없는 세상을 연 넬슨 만델라》. 창비. ISBN 9788936446802.
- 권태선 (2010년). 《헬렌 켈러 - 장애를 넘어 인류애에 이른》. 창비. ISBN 9788936446093.
- 권태선 (2007년). 《마틴 루터 킹 - 평화를 꿈꾼 인권운동가》. 창비. ISBN 9788936445713.
- 권태선 (2005년). 《마틴 루터 킹》. 창비. ISBN 9788936441388.

## 논문
- 석사 학위 논문: 《한일 보수신문의 북한 핵문제 보도 태도에 대한 비교 연구 : 북한 핵실험 이후 『조선일보』와『요미우리신문(讀賣新聞)』의 사설을 중심으로》(한양대학교 언론정보대학원 : 신문·잡지·출판전공 2008. 2) ※관련 링크

| 전임 김상균 | 제18대 방송문화진흥회 이사장 2021년 8월 20일~ |  |